# جيرماين جاكسون
جيرماين جاكسون (بالإنجليزية: Jermaine Jackson)‏ أو محمد عبد العزيز (ولد في 11 ديسمبر 1954) مغني أمريكي حائز على جائزة غرامي وفرد من عائلة جاكسون الغنائية ترتيبه الرابع بينهم والثالث بين الذكور التي كانت مكونه من النجم مايكل جاكسون وإخوته الأربعة، كان جيرماين جاكسون مغني الفريق الرئيسي لفرقة «جاكسون فايف» حتى العام 1967 وبعدها تولى أخاه مايكل جاكسون قيادة الفريق، لكن جيرماين ظل يغني مع مايكل لسنوات عديدة.و كان جيرماين الأخ الأكبر والأقرب لمايكل جاكسون

## الغناء المنفرد وانفراط عقد جاكسون فايف
بعد انفراط عقد الفريق الخماسي لعائلة جاكسون الشهير والذي كان سببه قرار مايكل جاكسون الشقيق الأصغر في الفرقة بالغناء منفردا، قرر جيرماين السير على خطى أخيه مايكل، والشروع في الغناء منفردا ليشكل ثورة غنائية في أمريكا فاقت أي نجومية أخرى في ذاك الوقت وحصد خلال تلك المرحلة على العديد من الجوائز والترشيحات أبرزها الترشح لجائزة جرامي كأفضل مغني R&B عام 1979 وذلك عن ألبومه Let's Get Serious أو «لنصبح أكثر جدية».
وخلال عقدي السبعينيات والثمانينيات من القرن الماضي حصلت أغاني جيرماين على مراتب متقدمة ضمن ترتيب أكثر عشرين أغنية شهيرة في الولايات المتحدة ودول غربية أخرى.
في عام 2006 أعلن جيرماين عن تحضيره ألبوما غنائيا جديدا سيصدر العام الحالي واسمه I'm Back أو «أنا عدت».

## حياته الشخصية

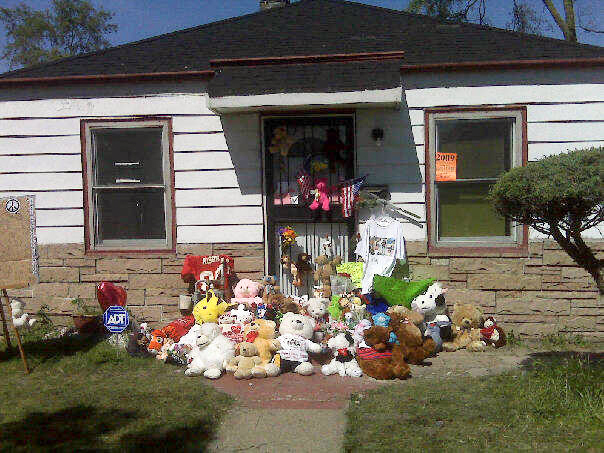
رقم 2,300 شارع جاكسون

جيرماين تزوج ثلاث مرات وأنجب تسعة أطفال، منهم جيرماين جونيور الذي لعب دور والده عندما كان مراهقا في المسلسل التلفزيوني الأمريكي The Jacksons: An American Dream أو «عائلة جاكسون: حلم أمريكي» والذي أنتجه جيرماين عام 1992 وحصل على عدد من الجوائز.
يعيش جيرماين في مدينة دبي في الإمارات العربية المتحدة مع زوجته الثالثة حليمة رشيد والتي أرتبط بها عام 2004، ويرتبط أيضا بزيارات متعددة إلى البحرين، والتي كان أخاه مايكل قد اتخذها كمنفى اختياري بعيد براءته من القضايا التي رفعت عليه في تهم تتعلق بالتحرش بالأطفال.
وخلال تلك القضايا برز جيرماين كمدافع قوي عن أخيه مايكل، حيث استضافه محاور شبكة السي إن إن، لاري كينج، أكثر من مرة في برنامجه Larry King Show، كما ظهر إلى جانب مايكل في المحكمة.

## دينه
ولد جيرماين كمسيحي تابع لطائفة شهود يهوه وتعرف جيرماين على الإسلام عام 1989 وذلك أثناء زيارة له إلى البحرين، وفي مقابلة مع مجلة «المجلة» السعودية التي تصدر من لندن قال جيرماين إنه انجذب إلى هذا الدين عندما تحدث مع أطفال في البحرين وشده افتخارهم الشديد بكونهم مسلمين. ثم تحدث إلى علماء مسلمين وبدأ في التعرف أكثر على هذا الدين السماوي ومن ثم اعتنق الإسلام واختار اسم محمد عبد العزيز اسما له بعد تحوله إلى الإسلام، لكن اسم جيرماين بقى هو الأشهر عالميا.

## برنامج الأخ الأكبر
شارك جيرماين في برنامج الأخ الأكبر في عام 2007 وفاز فيه بالمرتبة الثانية. ومن تابعوا «الأخ الأكبر» كانوا يشاهدون جيرماين وهو يحرص على أداء الصلوات الخمس في أوقاتها، كما كانوا يلاحظون أدبه الجم في التعامل مع زملائه وفي عدم الخوض في «التحرشات العنصرية» ضد شيلبا شيتي والوقوف إلى جانبها وتقديم الدعم المعنوي لها 

## روابط خارجية
- جيرماين جاكسون على موقع IMDb (الإنجليزية)
- جيرماين جاكسون على موقع الموسوعة البريطانية (الإنجليزية)
- جيرماين جاكسون على موقع روتن توميتوز (الإنجليزية)
- جيرماين جاكسون على موقع ميوزك برينز (الإنجليزية)
- جيرماين جاكسون على موقع إن إن دي بي (الإنجليزية)
- جيرماين جاكسون على موقع أول ميوزيك (الإنجليزية)
- جيرماين جاكسون على موقع ديسكوغز (الإنجليزية)
- جيرماين جاكسون على موقع قاعدة بيانات الفيلم (الإنجليزية)